# Vagovina
Vagovina je naselje u Republici Hrvatskoj, u sastavu Grada Čazme, Bjelovarsko-bilogorska županija. 

## Stanovništvo
Prema popisu stanovništva iz 2001. godine, naselje je imalo 413 stanovnika te 129 obiteljskih kućanstava.

Prema popisu stanovništva 2011. godine naselje je imalo 381 stanovnika.
| broj stanovnika | 423   | 448   | 513   | 593   | 616   | 655   | 604   | 636   | 615   | 591   | 522   | 504   | 462   | 430   | 413   | 381   | 333   |
|                 | 1857. | 1869. | 1880. | 1890. | 1900. | 1910. | 1921. | 1931. | 1948. | 1953. | 1961. | 1971. | 1981. | 1991. | 2001. | 2011. | 2021. |

## Poznate osobe
- Josip Hendeković, fizičar

## Zanimljivosti
Četvero putnika RMS Titanica porijeklom je iz Vagovine. Svi su bili putnici trećeg razreda, a samo jedna osoba je preživjela nesreću. To su bili
1. Matilda Petranec, stara 30 godina[8]
2. Ignac Hendeković, star 28 godina.[8]
3. Štefo Pavlović, star 32 godine.[8]
4. Mara Osman, stara 31 godinu (preživjela).[8]